# Brachystegia laurentii

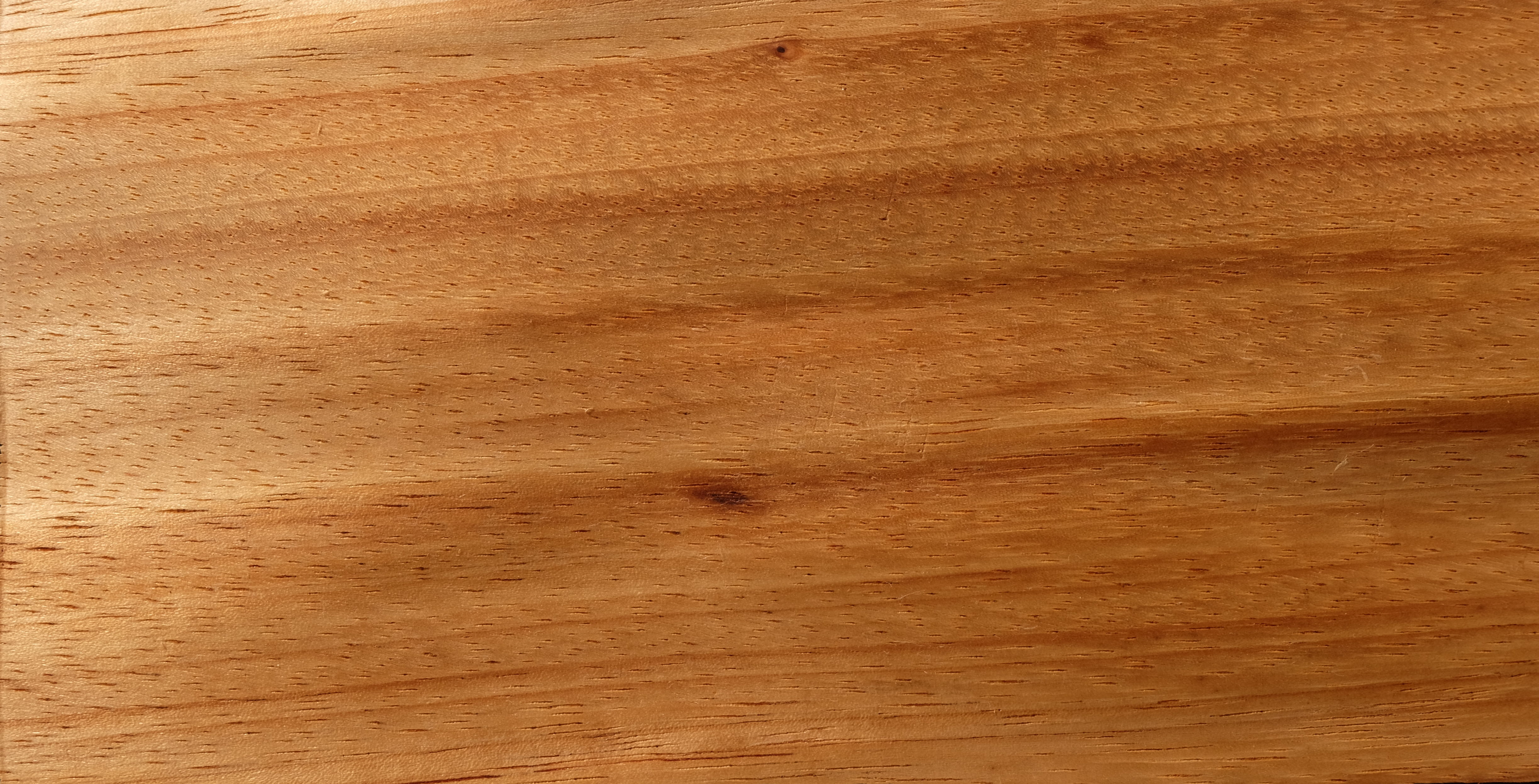
Bomanga Furnier

Brachystegia laurentii ist ein Baum aus der Gattung Brachystegia innerhalb der Familie der Hülsenfrüchtler aus der Unterfamilie der Johannisbrotgewächse aus Zentralafrika.

## Beschreibung
Brachystegia laurentii wächst als laubabwerfender oder halbimmergrüner Baum mit dichter Krone bis zu 45 Meter hoch. Der Stammdurchmesser erreicht über 150 Zentimeter. Es werden keine Brettwurzeln gebildet, aber es können an der Basis Riffelungen vorkommen. Die raue, gräuliche Borke ist im Alter schuppig bis abblätternd.
Die wechselständigen und kurz gestielten Laubblätter sind paarig gefiedert mit bis zu 14 Blättchen. Die fast sitzenden und ganzrandigen, kahlen, stumpfen bis bespitzten, seltener eingebuchteten, leicht ledrigen, eiförmigen bis verkehrt-eiförmigen oder elliptischen, öfters leicht sichelförmigen Blättchen sind bis zu 15 Zentimeter lang. Das erste Blättchenpaar ist reduziert oder abfallend. Die Nebenblätter sind früh abfallend. Die jungen Blätter sind rötlich.
Es werden end- oder achselständige und reich verzweigte, vielblütige Rispen gebildet. Die duftenden, kleinen und zwittrigen, kurz gestielten Blüten besitzen eine einfache Blütenhülle. Die Blüten sind von zwei klappigen, ledrigen, grünlichen und außen samtig behaarten Deckblättern unterlegt. Die 6–10 Tepalen sind ungleich und reduziert. Es sind etwa 10 fast freie und vorstehende Staubblätter vorhanden. Der kurz gestielte und fast kahle Fruchtknoten ist oberständig mit einem schlanken Griffel. Es ist ein Diskus vorhanden.
Es werden flache, bis zu 25–30 Zentimeter lange, bis 11 Zentimeter breite, zwei- bis dreisamige und holzige, abgewinkelt zum Stiel stehende, bespitzte Hülsenfrüchte gebildet. Die Früchte sind auf einer Seite entlang der Naht beidseits kurz geflügelt. Sie öffnen sich mit verdrehenden Fruchtklappen. Die flachen, braunen und rundlichen Samen sind bis 3,5 Zentimeter groß.

## Vorkommen
Brachystegia laurentii kommt vor in Kamerun, Gabun und Zaire.

## Verwendung
Das mittelschwere aber wenig beständige Holz wird für verschiedene Anwendungen genutzt. Es ist bekannt als Bomanga oder Léké.